# プールナ・スワラージ

急進派でプールナ・スワラージを強く掲げたジャワハルラール・ネルー

プールナ・スワラージとは、1929年12月29日、パンジャーブ地方の中心都市ラホールで開かれた第44回インド国民会議派大会で提示された運動方針。もともとはヒンディー語で「完全な独立」という意味。スワラージは1906年の国民会議派のカルカッタ大会四綱領で示された「自治」を意味するものであったが、このプールナ・スワラージが掲げられたことで明確な独立要求に高められた。

## 経緯

### 第一次世界大戦後
第一次世界大戦が始まると、イギリスは戦後の自治を約束して多くのインド人兵士や物資を動員した。戦後、自治の約束は形式だけの自治を認める1919年インド統治法の発布に終わり約束が破られると、国民会議派を中心に激しい独立運動がおこった。イギリスは1919年、反英活動を弾圧するローラット法と呼ばれる治安立法を制定した。この法案は、インド総督に令状なしの逮捕、裁判ぬきの投獄など、基本的人権を無視した刑事上の非常大権を与えたものである。この法案が出された後、4月に入ると、アムリトサル市を中心としてパンジャーブ州では大暴動が発生し、銀行、駅、電話局、教会などが暴徒に襲われ、十数人のイギリス人が殺害されたため、治安部隊が投入され、集会の禁止が通達された。集会の禁止が通達されたものの、4月13日は2人の民族指導者の逮捕に抗議する非武装1万2千人の集会がアムリットサル市で行われた。女性や子供も参加し、たまたま公園に祭りで集まっただけであるため非武装で暴力的行為も無かったこの集会の参加者に対し、イギリス側はガンディーの非暴力・不服従運動とまちがえていきなり発砲を始めた。さらに避難する人々の背中に向けて10分から15分に渡って弾丸が尽きるまで銃撃を続け、1,500名以上の死傷者を出した。この事件はアムリットサルの虐殺と呼ばれる。この後、戒厳令が発令され、暴動は一気に収束したが、この弾圧によってインドの反英運動は激化することになった。

### プールナ・スワラージの策定
こうしたイギリスの弾圧に対して、ガンディーが最高指導者となったインド国民会議派は、非暴力不服従運動を展開した。それは、イギリス商品の排斥、国産品奨励（スワデーシー）、イギリスへの非協力などを内容としていた。また、イスラーム教徒の全インド・ムスリム連盟もこの運動に積極的に加わり、イギリスに大きな脅威をあたえた。
しかし、抵抗運動のなかから暴力事件が続発すると、ガンディーは運動の停止を宣言し、やがて運動の主導権は急進派のジャワハルラール・ネルーに移った。ネルーが指導する国民会議派は、1929年プールナスワラージを宣言して抵抗運動を強めた。この動きに対してイギリスは譲歩し、1935年には各州の自治をある程度認めた。
また、イギリスがインド統治法の改訂にそなえて1927年に憲政改革調査委員会を設置したものの、インド人が加えられなかったことに反発が強まった。イギリスは新たにロンドンでの英印円卓会議の開催を提案してきたが、ネルーらの急進派がイギリスからの「完全独立」を要求することを決議した。同時に、イギリスが提案していた英印円卓会議への不参加を決定した。